# Lucas González (futbolista)
Lucas González (San Isidro de Lules, Tucumán, Argentina; 25 de julio de 1997) es un futbolista argentino. Juega como delantero en Estudiantes de Río Cuarto, de la Primera Nacional.

## Trayectoria

### Inicios
Realizó todas las inferiores en San Martín de Tucumán, pero luego de haber estado un año parado por una hernia de disco, en 2015, con 17 años, decide ir a probar suerte al club de su ciudad natal Almirante Brown de Lules de la Liga Tucumana. Allí fue parte principalmente del plantel de reserva aunque pudo disputar algunos encuentros con el plantel superior que disputó la Liga Tucumana 2016 y que llegó a semifinales del Torneo Federal B Complementario 2016. 

### San Martín de Tucumán
Para 2017 vuelve al "ciruja" para unirse al equipo que disputaría la Liga Tucumana 2017. Tuvo un gran inicio de campeonato anotando 4 goles en los primeros 5 encuentros, lo que hizo que se lo empiece a tener en cuenta como una de las promesas del club.
Con el ascenso de San Martín a la Superliga 2018-19, Lucas deja de disputar tantos encuentros con el equipo liguista para ser parte del plantel que disputó el Torneo de Reserva 2018-19, donde fue uno de los máximos artilleros del certamen, al anotar 10 goles en 17 partidos.
Hizo su debut con el primer equipo de la mano del técnico Ricardo Caruso Lombardi, el 7 de marzo de 2019 en la victoria sobre Agropecuario por penales, por un partido correspondiente a la primera ronda de la Copa Argentina 2019. En ese encuentro anotó el 2 a 1 parcial a favor del equipo tucumano. Al finalizar la temporada, San Martín no pudo mantener la categoría y descendió a la Primera Nacional.
Los siguientes años, González tuvo un papel secundario, ingresando la mayoría de los encuentros desde el banco de suplentes y jugando muy pocos minutos, es por eso que al acabar su contrato en diciembre de 2021, en busca de más minutos, decide no renovar con el conjunto de Ciudadela.
Su paso por el "santo" lo finalizó con 6 goles anotados y 2 asistencias repartidas en 44 encuentros.

### Defensores de Belgrano
Al no renovar con San Martín, se une a Defensores de Belgrano para disputar el Campeonato de Primera Nacional 2022, haciendo su debut el 12 de febrero de 2022 en el empate 1 a 1 frente a Flandria, por el partido correspondiente a la primera fecha del torneo. Dos fechas después anotó un gol en el empate 1 a 1 frente a Deportivo Morón. Ese sería el único gol que anotaría en los 15 partidos que disputó con el "dragón".

### Deportivo Madryn
Para el segundo semestre de 2022 firma con Deportivo Madryn. El primer partido con el club lo juega el 12 de junio en el empate 1 a 1 frente a Belgrano de Córdoba, por la fecha 19 del campeonato. Su partido más destacado de ese año fue el 27 de julio cuando anotó dos goles para empatar el partido frente a Tigre, y luego ganar por penales y así avanzar a octavos de final de la Copa Argentina 2022.
En su estadía con el "aurinegro", anotó 21 goles en 44 partidos disputados.

### Deportes Tolima
El 4 de agosto de 2023 es anunciado como nuevo jugador del Deportes Tolima de la Categoría Primera A de Colombia, siendo su primer experiencia en el extranjero. Su debut con el equipo lo realizó el 11 de agosto en la victoria 1 a 0 frente a Atlético Huila por el partido correspondiente a la quinta fecha de la Torneo Finalización 2023. Cinco días después anotó su primer gol en el club, en la victoria 2 a 0 frente Alianza Petrolera, por el partido de vuelta de los octavos de final de la Copa Colombia 2023.
En total con el conjunto colombiano, González disputó 15 partidos y anotó 2 goles.

### Aldosivi
En busca de más rodaje, en junio de 2024 se une a Aldosivi para disputar la segunda parte del Campeonato de Primera Nacional 2024.
Fue parte del plantel que el 3 de noviembre logró el ascenso a la Primera División de Argentina, al vencer por 2 a 0, en la final del campeonato de ascenso, a San Martín de Tucumán, equipo del que surgió González.

### Estudiantes de Río Cuarto
Para 2025 se une a Estudiantes de Río Cuarto, de la Primera Nacional.

## Estadísticas

### Ligas regionales
Actualizado de acuerdo al último partido jugado en 2019.
| Club                          | Div.          | Temporada     | Liga  | Liga  | Liga   | Copas Nacionales | Copas Nacionales | Copas Nacionales | Total | Total | Total  | Media goleadora |
| Club                          | Div.          | Temporada     | Part. | Goles | Asist. | Part.            | Goles            | Asist.           | Part. | Goles | Asist. | Media goleadora |
| ----------------------------- | ------------- | ------------- | ----- | ----- | ------ | ---------------- | ---------------- | ---------------- | ----- | ----- | ------ | --------------- |
| Almirante Brown (L) Argentina | L. T.         | 2016          | 6     | 1     | 1      | —                | —                | —                | 6     | 1     | 1      | 0.17            |
| Almirante Brown (L) Argentina | Total club    | Total club    | 6     | 1     | 1      | 0                | 0                | 0                | 6     | 1     | 1      | 0.17            |
| San Martín (T) Argentina      | L. T.         | 2017          | 25    | 7     | 1      | —                | —                | —                | 25    | 7     | 1      | 0.28            |
| San Martín (T) Argentina      | L. T.         | 2018          | 8     | 5     | 1      | —                | —                | —                | 8     | 5     | 1      | 0.63            |
| San Martín (T) Argentina      | L. T.         | 2019          | 3     | 3     | 0      | —                | —                | —                | 3     | 3     | 0      | 1.00            |
| San Martín (T) Argentina      | Total club    | Total club    | 36    | 15    | 2      | 0                | 0                | 0                | 36    | 15    | 2      | 0.42            |
| Total carrera                 | Total carrera | Total carrera | 42    | 16    | 3      | 0                | 0                | 0                | 42    | 16    | 3      | 0.38            |

### Clubes
Actualizado de acuerdo al último partido jugado el 5 de julio de 2025.
| Club                                | Div.          | Temporada     | Liga  | Liga  | Liga   | Copas nacionales | Copas nacionales | Copas nacionales | Torneos internacionales | Torneos internacionales | Torneos internacionales | Total | Total | Total  | Media goleadora |
| Club                                | Div.          | Temporada     | Part. | Goles | Asist. | Part.            | Goles            | Asist.           | Part.                   | Goles                   | Asist.                  | Part. | Goles | Asist. | Media goleadora |
| ----------------------------------- | ------------- | ------------- | ----- | ----- | ------ | ---------------- | ---------------- | ---------------- | ----------------------- | ----------------------- | ----------------------- | ----- | ----- | ------ | --------------- |
| Almirante Brown (L) Argentina       | 4.ª           | 2016          | 2     | 0     | 0      | —                | —                | —                | —                       | —                       | —                       | 2     | 0     | 0      | 0.00            |
| Almirante Brown (L) Argentina       | Total club    | Total club    | 2     | 0     | 0      | 0                | 0                | 0                | 0                       | 0                       | 0                       | 2     | 0     | 0      | 0.00            |
| San Martín (T) Argentina            | 1.ª           | 2018-19       | 1     | 0     | 0      | 3                | 1                | 0                | —                       | —                       | —                       | 4     | 1     | 0      | 0.25            |
| San Martín (T) Argentina            | 2.ª           | 2019-20       | 7     | 1     | 0      | 1                | 0                | 0                | —                       | —                       | —                       | 8     | 1     | 0      | 0.12            |
| San Martín (T) Argentina            | 2.ª           | 2020          | 7     | 1     | 0      | —                | —                | —                | —                       | —                       | —                       | 7     | 1     | 0      | 0.14            |
| San Martín (T) Argentina            | 2.ª           | 2021          | 25    | 3     | 2      | —                | —                | —                | —                       | —                       | —                       | 25    | 3     | 2      | 0.12            |
| San Martín (T) Argentina            | Total club    | Total club    | 40    | 5     | 2      | 4                | 1                | 0                | 0                       | 0                       | 0                       | 44    | 6     | 2      | 0.14            |
| Defensores de Belgrano Argentina    | 2.ª           | 2022          | 15    | 1     | 0      | —                | —                | —                | —                       | —                       | —                       | 15    | 1     | 0      | 0.07            |
| Defensores de Belgrano Argentina    | Total club    | Total club    | 15    | 1     | 0      | 0                | 0                | 0                | 0                       | 0                       | 0                       | 15    | 1     | 0      | 0.07            |
| Deportivo Madryn Argentina          | 2.ª           | 2022          | 18    | 6     | 1      | 2                | 2                | 0                | —                       | —                       | —                       | 20    | 8     | 1      | 0.40            |
| Deportivo Madryn Argentina          | 2.ª           | 2023          | 24    | 13    | 0      | —                | —                | —                | —                       | —                       | —                       | 24    | 13    | 0      | 0.54            |
| Deportivo Madryn Argentina          | Total club    | Total club    | 42    | 19    | 1      | 2                | 2                | 0                | 0                       | 0                       | 0                       | 44    | 21    | 1      | 0.48            |
| Deportes Tolima · Colombia          | 1.ª           | 2023          | 4     | 0     | 0      | 1                | 1                | —                | —                       | —                       | —                       | 5     | 1     | 0      | 0.20            |
| Deportes Tolima · Colombia          | 1.ª           | 2024          | 10    | 1     | 0      | —                | —                | —                | —                       | —                       | —                       | 10    | 1     | 0      | 0.10            |
| Deportes Tolima · Colombia          | Total club    | Total club    | 14    | 1     | 0      | 1                | 1                | 0                | 0                       | 0                       | 0                       | 15    | 2     | 0      | 0.13            |
| C. A. Aldosivi Argentina            | 2.ª           | 2024          | 13    | 0     | 1      | —                | —                | —                | —                       | —                       | —                       | 13    | 0     | 1      | 0.00            |
| C. A. Aldosivi Argentina            | Total club    | Total club    | 13    | 0     | 1      | 0                | 0                | 0                | 0                       | 0                       | 0                       | 13    | 0     | 1      | 0.00            |
| Estudiantes de Río Cuarto Argentina | 2.ª           | 2025          | 20    | 3     | 1      | —                | —                | —                | —                       | —                       | —                       | 20    | 3     | 1      | 0.15            |
| Estudiantes de Río Cuarto Argentina | Total club    | Total club    | 20    | 3     | 1      | 0                | 0                | 0                | 0                       | 0                       | 0                       | 20    | 3     | 1      | 0.15            |
| Total carrera                       | Total carrera | Total carrera | 146   | 29    | 5      | 7                | 4                | 0                | 0                       | 0                       | 0                       | 153   | 33    | 5      | 0.22            |
| 1. 2.                               |               |               |       |       |        |                  |                  |                  |                         |                         |                         |       |       |        |                 |

## Palmarés

### Torneos nacionales
| Título           | Club           | País      | Año  |
| ---------------- | -------------- | --------- | ---- |
| Primera Nacional | C. A. Aldosivi | Argentina | 2024 |